# Viļaka
Viļaka (németül: Marienhausen) kisváros Lettországban, az orosz határ mellett.

## Története
Viļaka a Latgale, Észtország és Oroszország Pszkovi területének egy-egy részét elfoglaló, a 11-12. században fennálló Atzele, vagy Adzele elnevezésű latgal törzsi terület központja volt. A törzsi területre vonatkozó feljegyzések mind a Novgorodi krónikában, mind Henrik Livónia krónikájában megtalálhatók.
1293-ban Johannes Fehte rigai érsek elfoglalta Atzele területét, katolikus hitre tértítette a területen lakó latgal törzseket és felépíttette a Marienhausen kolostort.
Az évszázadok során orosz, svéd és lengyel hódítók váltogatták egymást, míg 1721-ben a nagy északi háborút követően Nagy Péter az Orosz Birodalomhoz csatolta a területet.
Viļaka 1945-ben kapott városi jogokat.

## Látnivalók
- A viļakai (Marienhausen) kolostor romjai
- Az 1884-1891 között épült viļakai katolikus templom

## Külső hivatkozások
- Novgorodi Krónika 1950-es kiadás
- Livóniai Henrik krónikája 1938-as kiadás Archiválva 2020. február 21-i dátummal a Wayback Machine-ben